# Alton (Texas)
Alton è un comune (city) degli Stati Uniti d'America della contea di Hidalgo nello Stato del Texas. La popolazione era di 12.341 abitanti al censimento del 2010. Fa parte delle aree metropolitane di McAllen-Edinburg-Mission e Reynosa-McAllen.

## Geografia fisica
Alton è situata a 26°17′04″N 98°18′21″W (26.284307, -98.305940).
Secondo lo United States Census Bureau, la città ha una superficie totale di 15,29 km², dei quali 15,23 km² di territorio e 0,06 km² di acque interne (0,39% del totale).

## Storia
Nacque come fermata sulla San Benito and Rio Grande Valley Railway nel 1911, fondata da cittadini e funzionari delle ferrovie provenienti dalla città di Alton nell'Illinois.

## Società

### Evoluzione demografica
Secondo il censimento del 2010, la popolazione era di 12.341 abitanti.

### Etnie e minoranze straniere
Secondo il censimento del 2010, la composizione etnica della città era formata dal 97,02% di bianchi, lo 0,2% di afroamericani, lo 0,1% di nativi americani, lo 0,06% di asiatici, lo 0,07% di oceanici, l'1,75% di altre razze, e lo 0,8% di due o più etnie. Ispanici o latinos di qualunque razza erano il 93,62% della popolazione.